# Blood of Eden
Blood of Eden ist ein Lied des britischen Pop-Rock-Musikers Peter Gabriel aus dem Jahr 1992.

## Veröffentlichung
Die Erstveröffentlichung von Blood of Eden erfolgte als Teil von Gabriels sechstem Studioalbum Us am 27. September 1992. Am 29. März 1993 erschien der Song als dritte Single.
Blood of Eden wurde außer auf dem Album Us auch auf dem Orchester-Studioalbum New Blood von 2011, den Kompilationsalben Hit von 2003, Flotsam and Jetsam von 2019; den Livealben Secret World Live von 1994 und Live Blood von 2012 sowie auf dem Konzertfilm Secret World Live von 1994 veröffentlicht.
Die Single hat zwei B-Seiten-Titel: Einen Remix von Mercy Street (ursprünglich von Gabriels vorherigem Studioalbum So, erschienen 1986) von William Orbit und eine frühere Version der A-Seite. Diese langsamere Version war ursprünglich als Special Mix in dem Soundtrack zu dem Film Bis ans Ende der Welt von Wim Wenders aus dem Jahr 1991 zu hören, war aber nicht auf dem offiziellen Film-Soundtrack enthalten. Am 20. August 2024 wurde für die Abonnenten des Bandcamp-Kanals von Peter Gabriel eine Demo von 1991, aus der der Special Mix entstand unter dem Namen Blood of Eden – kiss the bliss veröffentlicht.
Von Blood of Eden wurden 2024 unter Bandcamp Exclusives weitere frühe Versionen veröffentlicht:
1. Am 12. Dezember 2024 wurde die Piano Version von Ende 1989 veröffentlicht (1:37), eine kurze Version nur mit Piano-Begleitung.[13]
2. Am 1. Dezember 2024 wurde die Campfire-Version vom 11. September 1990 veröffentlicht (7:23), eine weitere alternative Version.[14]
3. Am 15. November 2024 wurde der Tears Mix vom 10. Dezember 1991 veröffentlicht (7:04), eine alternative Version mit Reggae-Einflüssen.[15]
4. Am 1. Dezember 2024 wurde der Tears Mix 2 vom 10. Dezember 1991 veröffentlicht (6:49), ebenfalls eine weitere alternative Version.[16]

## Hintergrund
Das Lied wurde in den Real World Studios aufgenommen, von Daniel Lanois mit Peter Gabriel produziert und von David Bottrill aufgenommen.
Der weibliche Gesangspart des Liedes wurde auf der Secret World Tour von 1993 bis 1994 zunächst von der britischen Musikerin Joy Askew, dann einige Monate lang von Sinéad O’Connor und schließlich von der amerikanischen Singer-Songwriterin Paula Cole gesungen.

## Inhalt und Bedeutung
Der Garten Eden ist eine biblische Bezeichnung für das zunächst irdische Paradies, das Gott nach dem biblischen Schöpfungsbericht in Gen 2–3  für den Menschen erschuf, den er dann daraus vertrieb. Dieser wurde von Gabriel als Schauplatz der Handlung des Liedtextes gewählt, weil hier nach seiner Meinung zum ersten und einzigen Mal Mann und Frau als eine Einheit existiert haben.

## Artwork
Das Lied wurde, wie jeder Song auf dem Album Us, von dem Artwork eines maßgeschneiderten Kunstwerkes begleitet, das in dem Begleitheft der jeweiligen Ausgabe abgebildet ist. Das Bild stammt von dem Künstler Zadok Ben David.

## Musikvideo
Zu Blood of Eden wurde ein Musikvideo von den Regisseuren Nichola Bruce und Michael Coulson gedreht und von der Filmproduzentin Janine Marmot bei Real World produziert.

## Titelliste
- 7″ / CD-Single / MC

1. Blood of Eden (Albumversion) – 6:35
2. Mercy Street – 8:00

- CD-Single-Digipak

1. Blood of Eden (Albumversion) – 6:35
2. Mercy Street – 8:00
3. Sledgehammer – 4:53

## Mitwirkende

### Musiker
- Peter Gabriel – Gesang, Keyboards, Bass-Keyboard
- Gus Isidore – Bridge-Gitarre
- Daniel Lanois – Hi-Hat, Begleitgesang
- Tony Levin – E-Bass
- Levon Minassian – Duduk
- Sinéad O’Connor – Begleitgesang
- David Rhodes – 12-saitige Gitarre
- Shankar – Geige

### Technisches Personal
- Richard Blair – zusätzliche Musikprogrammierung
- David Bottrill – Musikprogrammierung, Abmischung, Tonaufnahme
- Zadok Ben David – Skulptur für das Cover-Foto
- Richard Chappell – Bridge-Section Mix
- Peter Gabriel – Songwriter, Produktion
- Malcolm Garrett – Design
- Daniel Lanois – Produktion, Toningenieur
- David Scheinmann – Fotografie

## Chartplatzierungen
| ChartsChartplatzierungen     | Höchstplatzierung | Wochen |
| ---------------------------- | ----------------- | ------ |
| Vereinigtes Königreich (OCC) | 43 (4 Wo.)        | 4      |

## Coverversionen
Peter Gabriel coverte auf dem 2010 erschienenen Studioalbum mit dem Namen Scratch My Back das Lied Après Moi von Regina Spektor in einer orchestralen Fassung. Diese coverte daraufhin auf dem im Jahr 2013 erschienenen Kompilations-Album des Folgeprojektes And I’ll Scratch Yours das Lied Blood of Eden von Peter Gabriel.
Die Datenbank mit Coverversionen SecondHandSongs listete 2023 15 verschiedene Versionen auf.